# Lac Keitele
Le lac Keitele est un lac situé dans la région de Finlande-Centrale de la province de Finlande-Occidentale,,.

## Géographie

### Le lac
Le lac Keitele est situé à la frontière orientale de la Finlande centrale, et dans une petite mesure en Savonie du Nord.
Avec une superficie de 493,59 km2, le lac Keitele est le deuxième lac de Finlande centrale et le neuvième de Finlande.
Le Keitele commence au sud à Äänekoski (Ala-Keitele) et s'étend au nord à l'est de Viitasaari (Ylä-Keitele).
Les péninsules et les îles divisent le Keitele en trois bassins: Ylä-Keitele (80 km²), Keski-Keitele (330 km²) et Ala-Keitele (88 km²).
Le Keitele mesure environ 85 kilomètres de long, a une superficie d'un peu moins de 500 kilomètres carrés et une altitude de 99,5 mètres. 
Le canal de Keitele relie le lac Keitele au lac Päijänne.
Le lac Keitele fait partie du Réseau hydrographique du Kymijoki.

### Îles du Keitele
Le Keitele compte de grandes îles comme Pängätsalo, Jurvansalo, Luotolansaari et Vanha Kirkkosaari.

### Villes
Les villes d'Äänekoski et Viitasaari ainsi que les communes de Konnevesi et Vesanto sont situées sur les rives du lac Keitele. 
En revanche , la commune de Keitele sur la voie navigable de Rautalampi n'est pas du tout située sur les rives du lac Keitele, mais à plus de 10 kilomètres. 

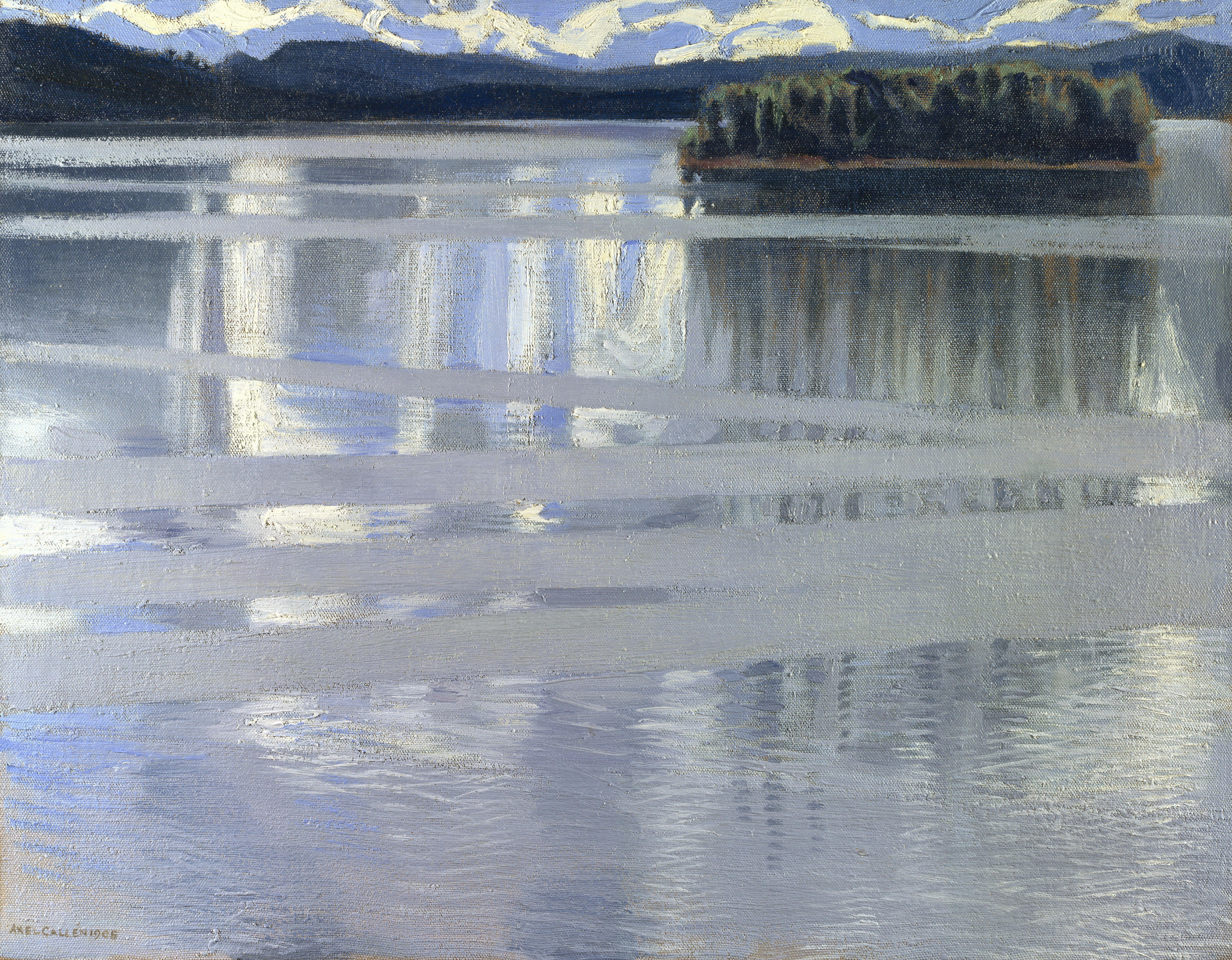
Le Lac Keitele, peint par Akseli Gallen-Kallela en 1905.

## Zone Natura 2000
Au nord du village de Viitasaari se trouve un bassin lacustre de l'Ylä-Keitele. 
Il constitue un site Natura 2000 de 3 641 hectares (FI0900119).

## Galerie

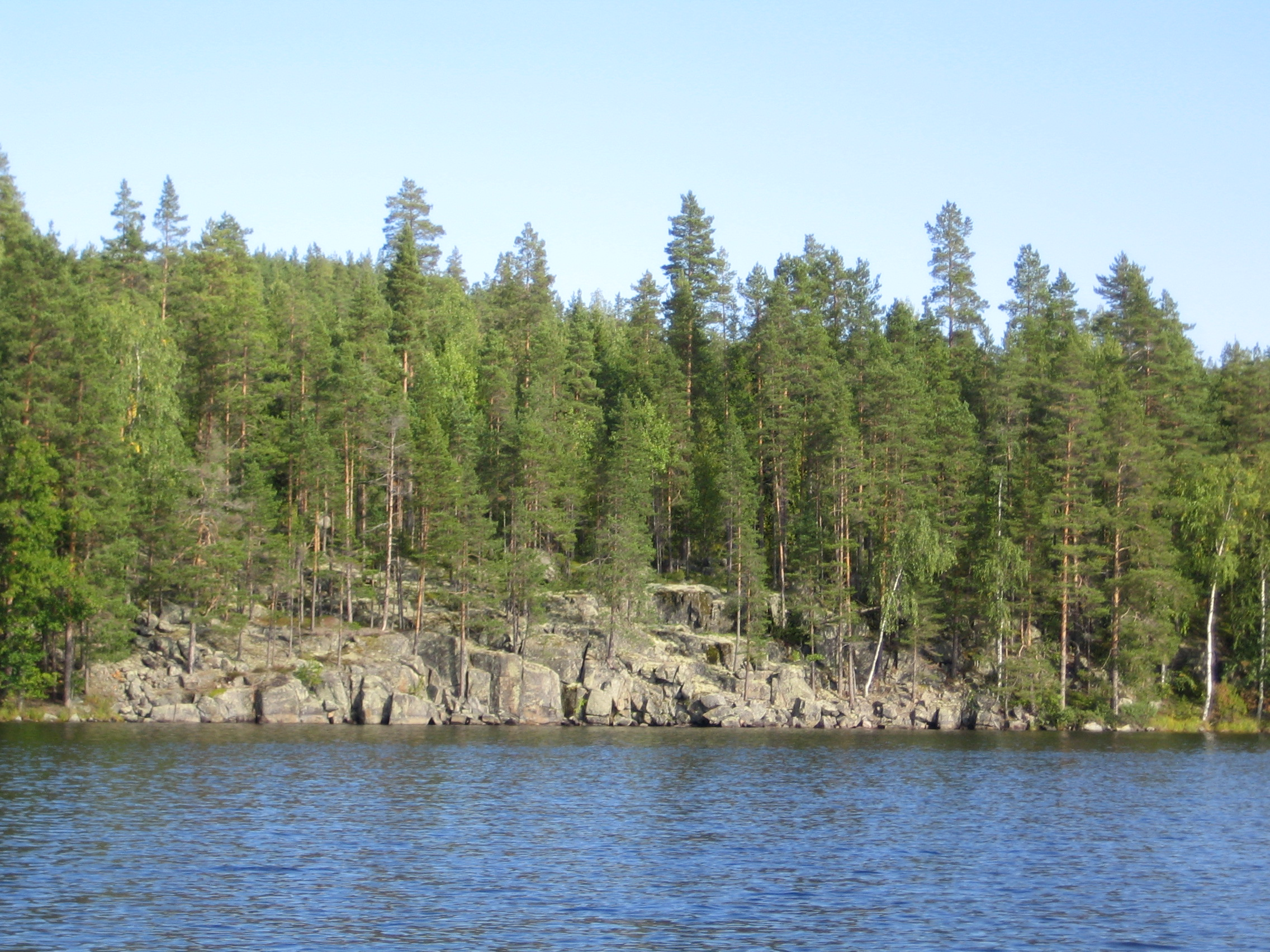
Le Keitele en automne.
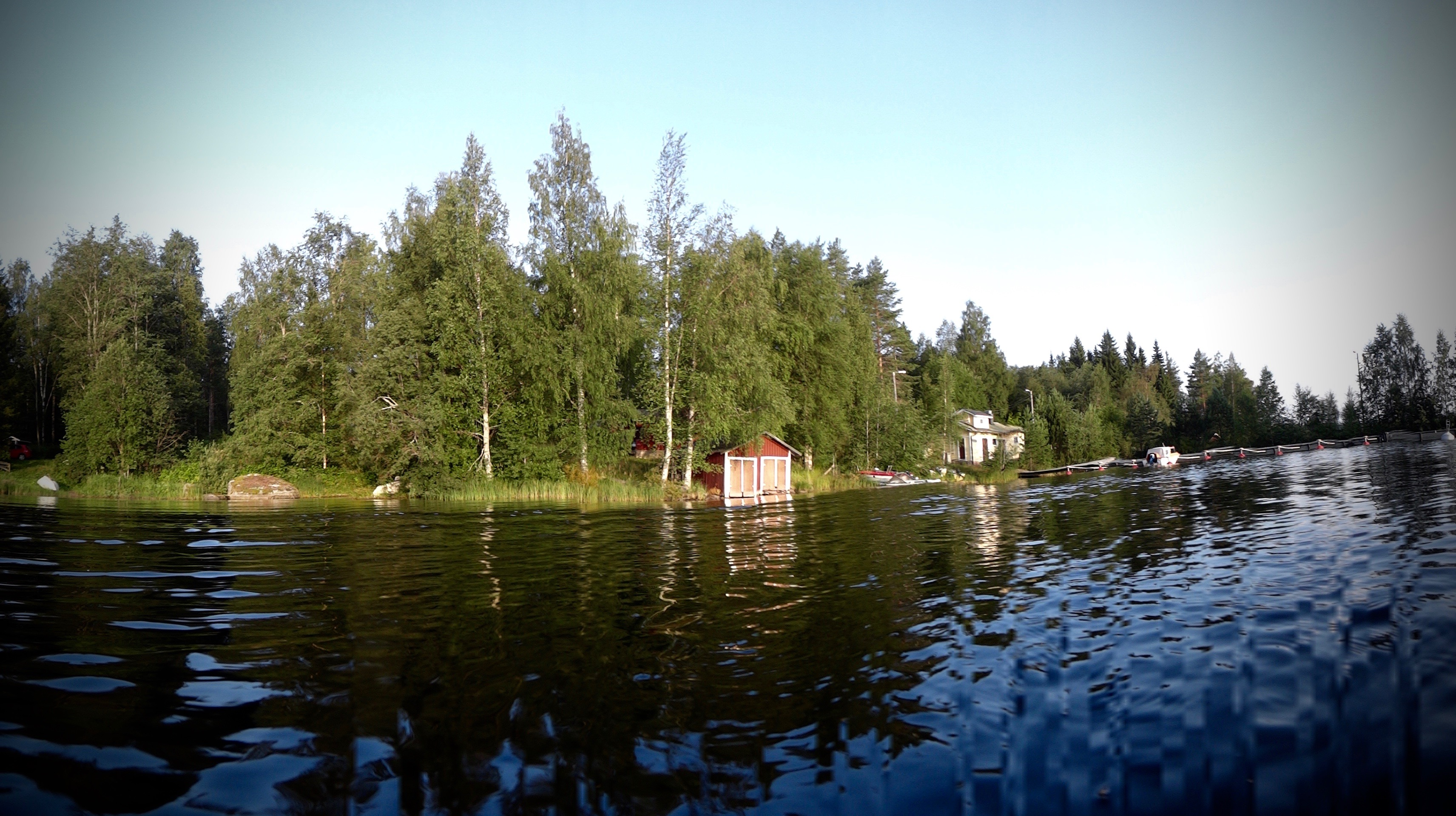
Rive de Pyhalahti.
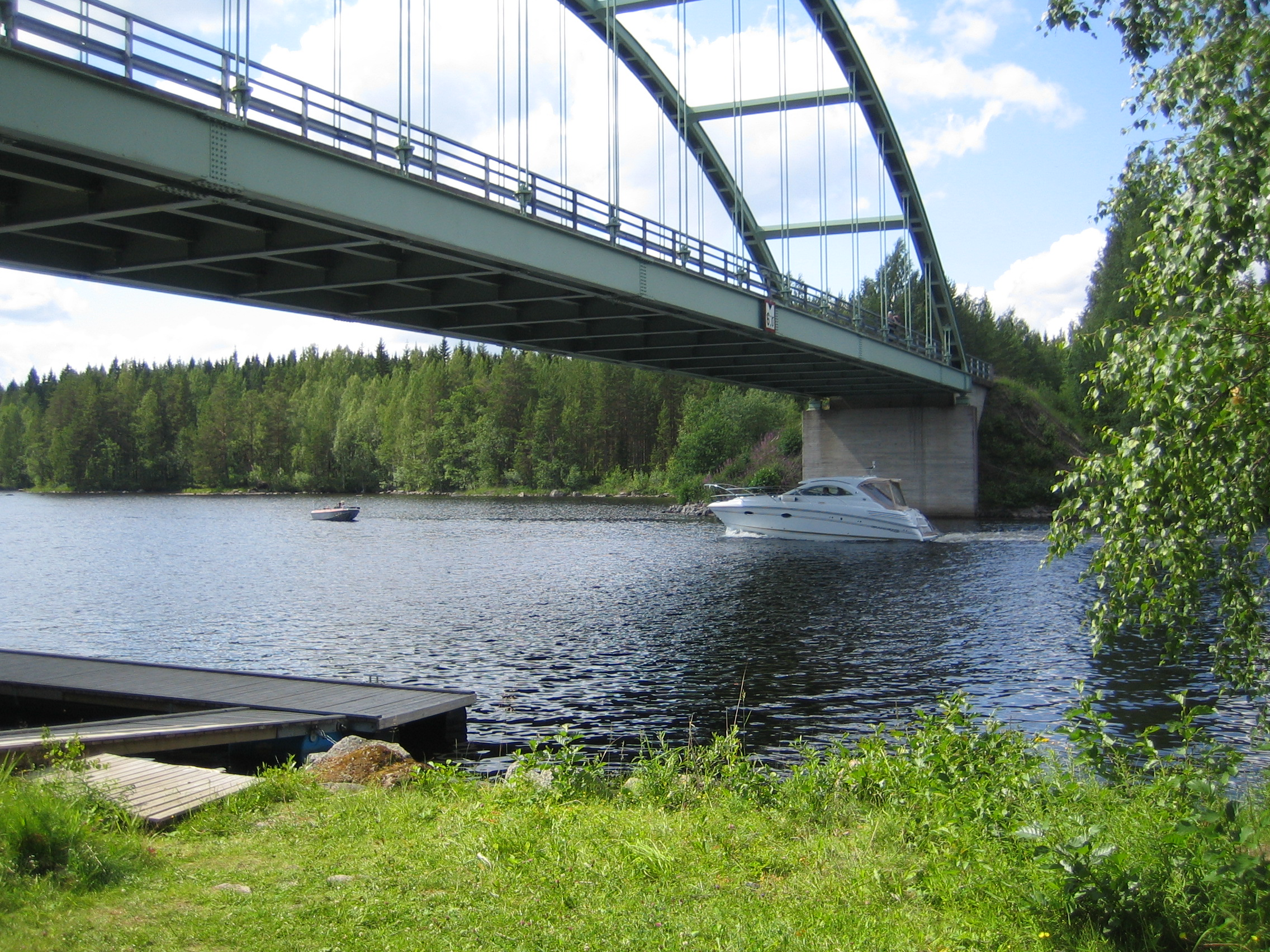
Port de Matilanvirta.
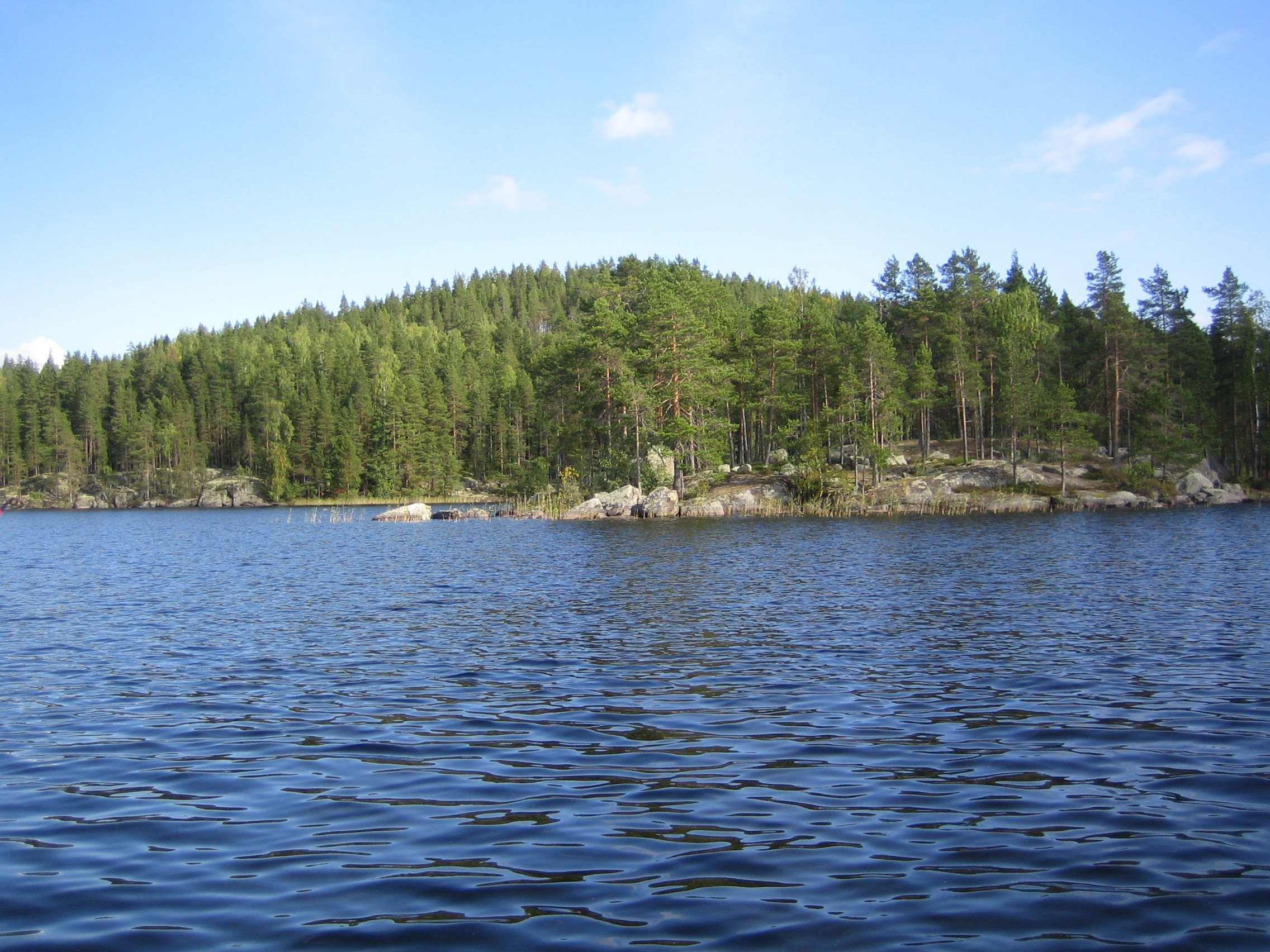
Île Peurasaari et le mont Peuravuori.
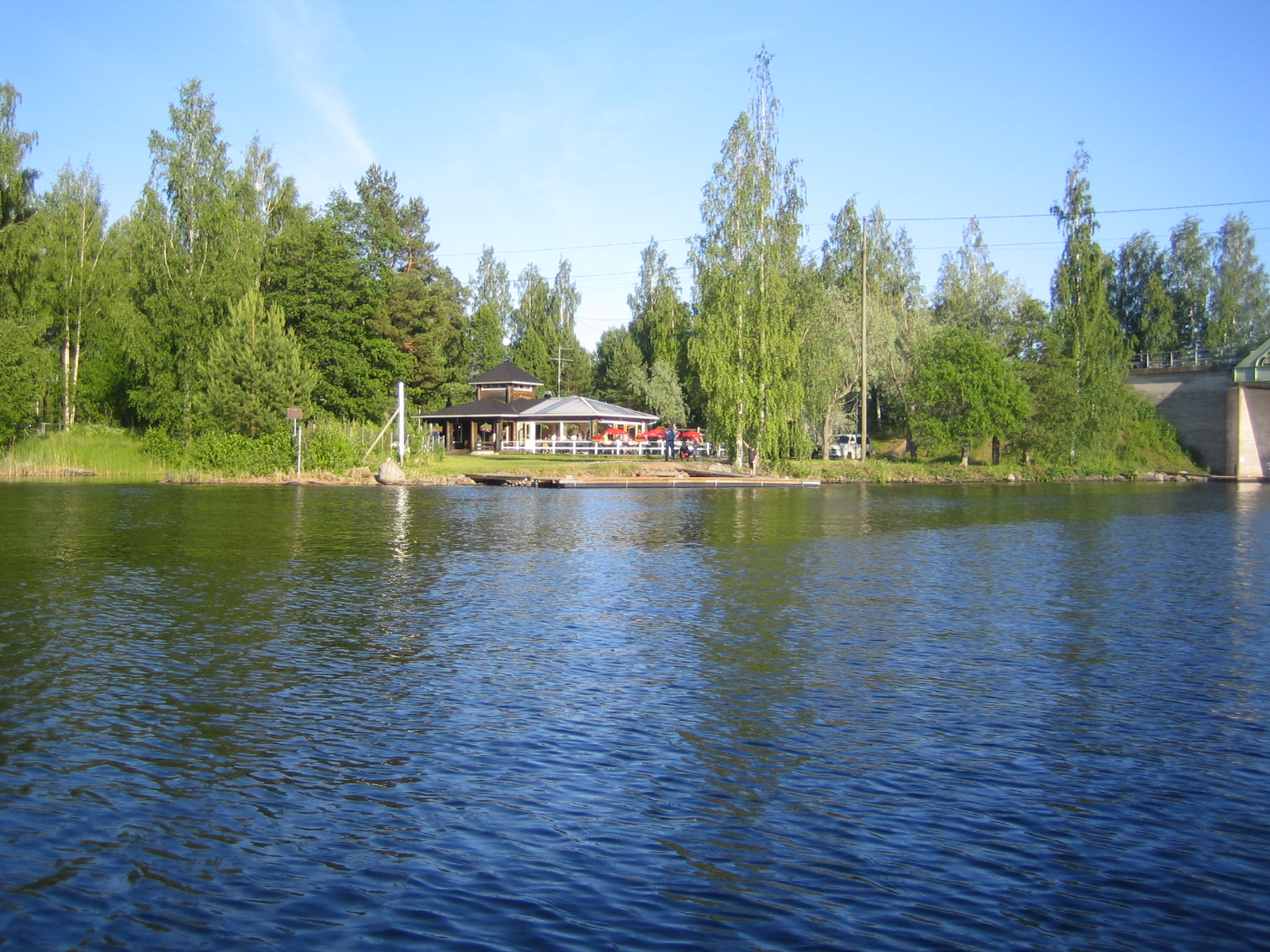
Matilan Ankkuri.
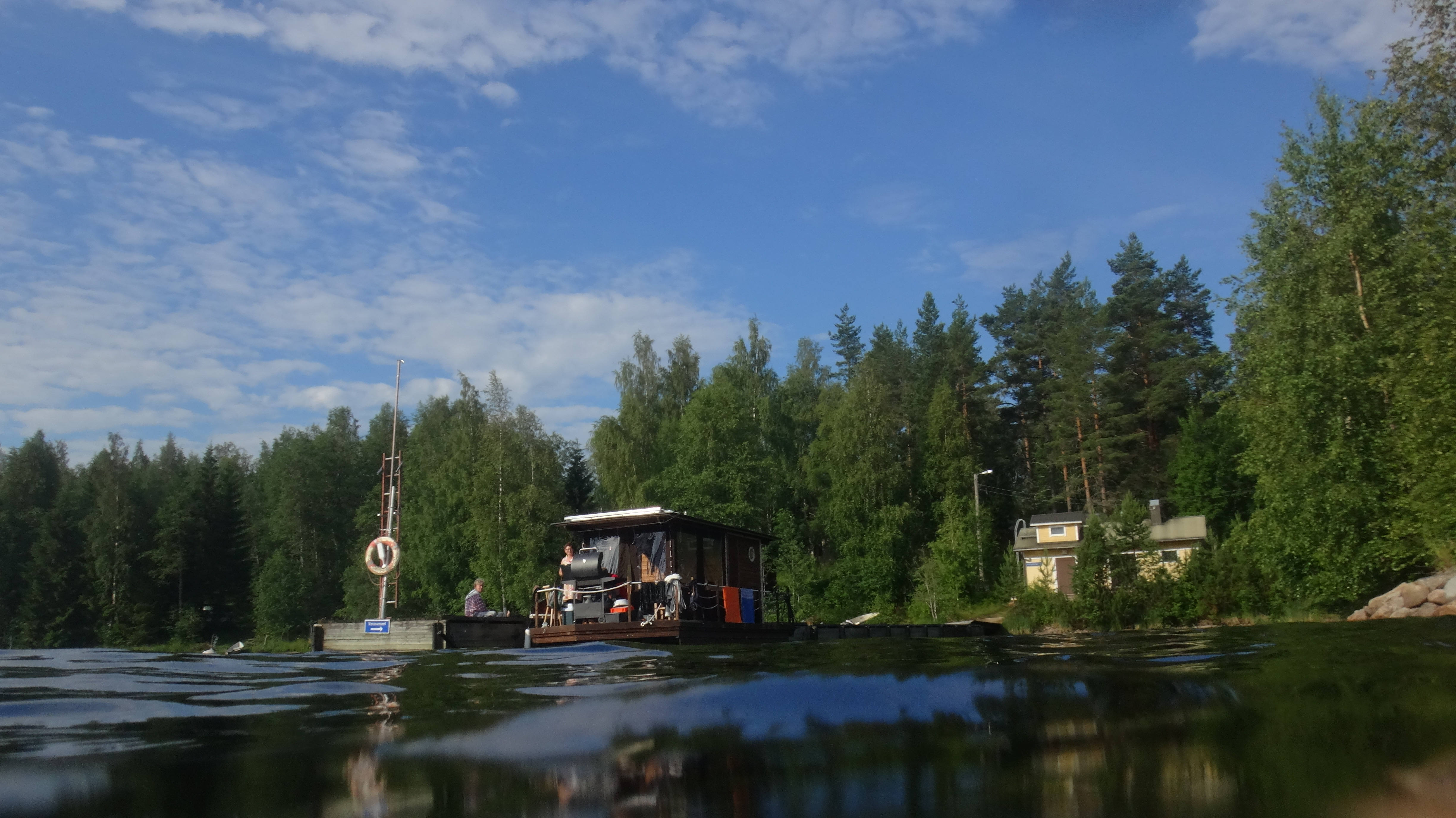
Sauna flottant au port de Pyhalahti.
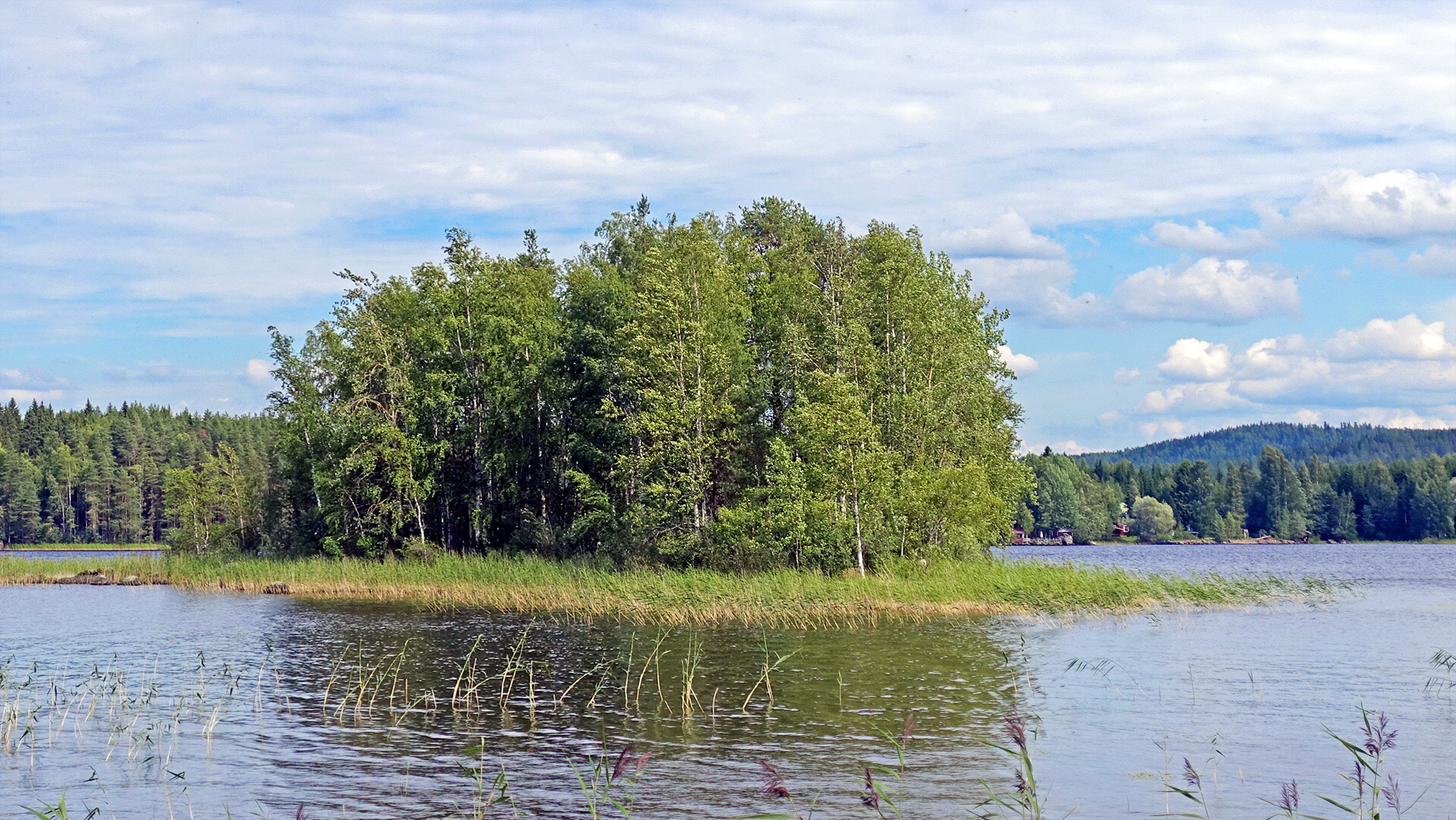
Île Muuraissaari.
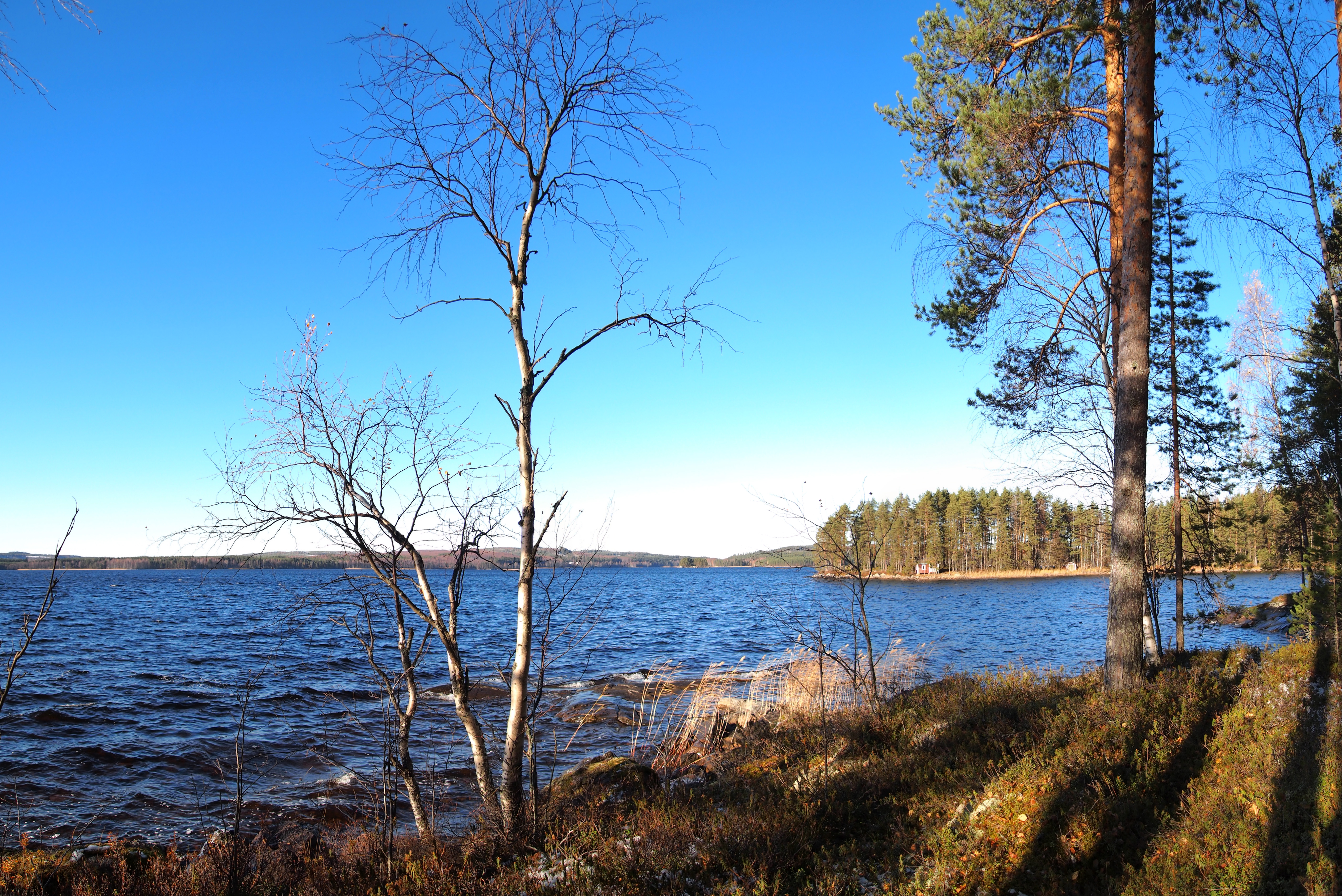
Rive du Keitele.